# Wilde birambi
Wilde birambi (Phyllanthus elsiae)  is een boomsoort. De boom is middelmatig in grootte en is een laaglandsoort. Hij lijkt veel op P. acidus behalve dat de vruchten sterk van elkaar verschillen.
Het verspreidingsgebied strekt van Suriname tot zuidelijk Mexico.
De boom komt aan de westkust van Mexico vooral samen met witte mangroven, zwampzuurzak en Pachira acuatica voor. De boom is vooral thuis in zwampbos. De boom is tweehuizig, de bloemschijf ontbreekt en de vrucht is houtig in plaats van vlezig.